# Masm32
Masm32 (acrônimo para Microsoft Assembler) é um conjunto de ferramentas de desenvolvimento de software para arquitetura 32-bit contendo bibliotecas, montadores e linkers em Assembly.